# Johnson-Claisen-omlegging
De Johnson-Claisen-omlegging (vaak gewoon Johnson-omlegging genoemd) is een van de verschillende Claisen-omleggingen in de organische chemie. Er wordt een γ,δ-onverzadigd ester gevormd uit een reactie van een allylalcohol met trimethylorthoacetaat.